# LZ 10 «Швабия»
LZ 10 «Швабия» — немецкий жёсткий пассажирский дирижабль, построенный в 1911 году компанией Luftschiffbau Zeppelin и эксплуатируемый компанией DELAG. Первый коммерчески успешный дирижабль.

## Конструкция
«Швабия» имела длину 140,21 м и диаметр 14 метров. Объём несущего газа — водорода — 17 800 м³. Первое судно, оснащавшееся тремя 145-сильными 6-цилиндровыми двигателями Maybach AZ, которые позволяли ему развивать максимальную скорость 76 км/ч. Корпус имел цилиндрическую форму ли по всей длине укреплялся треугольным килем. В средней части, где находились пассажирские места на 20 человек, корпус расширялся. На киль при помощи кронштейнов цеплялись две подвесные гондолы: передняя — управления, в которой располагался двигатель, и кормовая, в которой устанавливались еще два мотора. Двигатели приводили в действие по два двухлопастных алюминиевых винта..

## История эксплуатации
Свой первый полёт корабль совершил 26 июня 1911 года, а через три недели, 16 июля, был введён в эксплуатацию. Его прозвали «счастливым дирижаблем», потому что его эксплуатация оказалась успешнее (учитывая и первый коммерческий успех) кораблей, ранее эксплуатируемых компанией DELAG. В течение 1912 года корабль совершил 218 рейсов, перевезя 1553 пассажиров, в том числе кронпринца Прусского Вильгельма с женой.
Был поврежден и в результате повреждений сгорел 28 июня 1912 года на аэродроме близ Дюссельдорфа. Когда дирижабль вводили в ангар, его подхватил порыв ветра, корабль сорвался с причала и при ударе сломал киль. Из-за разряда статического электричества произошло воспламенение водорода и дирижабль полностью выгорел. Источники расходятся в числе пострадавших: New York Times сообщает о 34 раненых солдатах, другие источники сообщают число в 30 или 40 раненых.